# La hija de un ladrón
La hija de un ladrón (en inglés: A Thief's Daughter) es una película española de drama social, dirigida por Belén Funes. Fue producida por Oberón Cinematográfica S.A. y BTEAM Pictures y se estrenó el 29 de noviembre de 2019 en España.
La película narra la historia de Sara, una joven madre de un bebé de seis meses, que quiere formar una familia, pero su padre, Manuel, lo complica todo cuando sale de la cárcel y decide reaparecer en su vida. Sara va a hacer todo lo posible para que Manuel no se quede con la custodia de su hermano pequeño Martín, internado en un centro de menores.
Protagonizado por Greta Fernández y Eduard Fernández, el largometraje obtuvo varios premios, entre ellos el premio Goya a la mejor dirección novel, la Concha de Plata a la mejor actriz en el Festival de Cine de San Sebastián y tres premios Gaudí por mejor dirección, mejor guion y mejor película en lengua no catalana.

## Argumento
Sara (Greta Fernández) es una chica de 21 años que encuentra su vida ligada a la soledad y al apuro: usa audífono en su oído derecho, no tiene madre y tampoco casa propia. Depende de los servicios públicos al alojarse en viviendas sociales situadas en la periferia de Barcelona con otros jóvenes con los que comparte piso y están en la misma situación de desamparo. Sara es madre de un bebé de seis meses, Joel, del que se ocupa sola trabajando a media jornada en diversos lugares de la ciudad para obtener dinero. Los dueños del bar donde suele colaborar, Ramón y Flora, la ayudan con el cuidado del niño. 
Por otro lado, vuelve a Barcelona Dani (Àlex Monner), el padre de Joel, que se encontraba vendimiando en Francia. La presencia de Dani le recuerda a Sara sus propias ganas de formar una familia. La protagonista también se hace cargo de la educación de Martín, su problemático hermano pequeño de 8 años que se encuentra en un centro infantil y a quien Sara pretende alejar de su padre creando un hogar con Dani, aunque este no está convencido. Aparte de tropezarse todos los días con estas situaciones, Sara encuentra que su padre Manuel (Eduard Fernández), un ladrón condenado recién salido de prisión, consigue un empleo vaciando edificios embargados con muebles y quiere llevarse a su hermano Martín a Jaén. 
Con un absoluto sentimiento de tristeza, aislamiento y soledad, los intentos de Sara de ser feliz y crear una vida estable sufren giros repentinos y dramáticos que se alejan de todo pronóstico de la visión de juventud privilegiada que puede disfrutar de la vida. Tomando a Manuel como una mala influencia por su carácter volátil y sus problemas ocasionados por el alcohol, Sara le propone a su padre obtener la custodia de su hermano Martín. Manuel y Martín, quien ama a su padre, no están de acuerdo con la intención de la hermana mayor y le ponen las cosas a Sara aún más difíciles.

## Reparto
| Actor/Actriz           | Personaje                  |
| ---------------------- | -------------------------- |
| Greta Fernández        | Sara                       |
| Eduard Fernández       | Manuel                     |
| Àlex Monner            | Dani                       |
| Borja Espinosa         | Borja                      |
| Adela Silvestre        | Noe                        |
| Frank Keys             | Marcel                     |
| Tomás Martín           | Martín                     |
| Jordi Reverté          | Padre de Dani              |
| Anabel Moreno          | Flora                      |
| Daniel Medrán          | Ramón                      |
| María Rodríguez Soto   | Asistenta Social Oficina   |
| Cristina Blanco        | Adri                       |
| Manuel Mateos          | Carlos                     |
| Eloy Álvarez           | Eloy                       |
| Dylan Salas            | Joel 6 Meses               |
| Anna Alarcón           | Laura                      |
| Patricia Santos        | Asistente Social           |
| Ignasi Guasch          | Xavi                       |
| Juanjo Michavila       | Conserje                   |
| Silvia de la Rosa      | Lesly                      |
| Màrcia Cisteró         | Mireia                     |
| Maria del Mar Peñalver | Núria                      |
| David Remolar          | Párroco                    |
| Iván Alarcón           | Chico Pub                  |
| Nàcara Huélamo         | Fotógrafa                  |
| Jordi Reverté          | Hombre Carpintería         |
| Juan José Medina       | Juez                       |
| Ana Bofill             | Abogada Manuel             |
| Maya Toro              | Maya                       |
| Mireia Gubianas        | Asistente oficina vivienda |
| Gloria Giménez         | Señora Calle               |
| Alba Nortes            | Hermana Dani               |
| Joan Roca-Cusachs      | Auxiliar Judicial          |
| Lola Lorenzo           | Otorrina                   |
| Gerard Oms             | Pol                        |
| Arantxa Ramírez        | Enfermera                  |
| Jaume Felip            | Invitado                   |

## Producción y rodaje
La hija de un ladrón es una secuela del cortometraje de la misma directora, Sara a la fuga (2015). La entrega del año 2019 es llevada a la gran pantalla porque Belén Funes quería continuar con el personaje de Sara, una chica que, tal y como sucede en Sara a la fuga, aparenta una dureza en su forma de relacionarse con el mundo pero quien esconde una profunda fragilidad. Funes quiso que participaran en el sólido proyecto de tono realista Greta y Eduard Fernández, hija y padre en la vida real, porque aportaban algo genuino.
La película fue rodada durante 7 semanas y cuatro días, desde el 20 de septiembre al 12 de noviembre de 2018, en distintas localizaciones de la provincia de Barcelona (Montgat, Teyá, Tarrasa y San Justo Desvern). La producción corrió a cargo de Oberón Cinematográfica S.A. y BTEAM Pictures, con la colaboración de RTVE, TV3, Movistar, Arri y posteriormente distribuida por la productora BTEAM Pictures. El Gobierno de España (Ministerio de Cultura y Deportes) y la Generalidad de Cataluña (Departamento de Cultura) financiaron el proyecto a partir de una subvención de 324.771,02 de euros en concepto de Ayudas a la Producción de largometrajes.

## Lanzamiento

### Mercadotecnia
Un día antes del estreno de La hija de un ladrón en España, Greta Fernández visitó a David Broncano en La Resistencia para promocionar la película. También el magacín cultural multiplataforma de RTVE, ¡Atención obras!, emitió una entrevista conjunta a Belén Funes y Greta Fernández, conducida por Cayetana Guillén Cuervo.

### Estrenos
| Lugar          | Título               | Fecha                   |
| Reino Unido    | A Thief's Daughter   | 3 de octubre de 2019    |
| Estados Unidos | A Thief's Daughter   | 21 de octubre de 2019   |
| España         | La hija de un ladrón | 29 de noviembre de 2019 |
| Suecia         | A Thief's Daughter   | 24 de enero de 2020     |
| India          | A Thief's Daughter   | 29 de febrero de 2020   |
| Argentina      | La hija de un ladrón | 5 de marzo de 2020      |

## Recepción

### Taquilla
La producción reunió 47.551 espectadores generando 281.462,00 de euros en taquilla, un total de 317.244,00 dólares en los países donde se ha llegado a emitir la cinta: España, Reino Unido, Estados Unidos, Suecia, India y Argentina.

### Crítica
La crítica especializada se mostró volcada en valoraciones positivas, particularmente hacia la dirección de Belén Funes y la actuación de Greta Fernández. Desde FilmAffinity, Miguel Ángel Palomo destacó la capacidad de Belén Funes para exprimir las imágenes «hasta desecarlas y aferrarse al rostro de Greta Fernández, atrapando su ser íntimo», un comentario que se repitió en la revista Fotogramas, en la que Beatriz Martínez expresó que «Greta Fernández compone uno de los retratos femeninos más desgarradores y emocionantes de los últimos tiempos». Para el diario El Mundo, Luis Martínez consideró que «la directora construye una película que se hace grande, tanto en lo que enseña como en lo que oculta». Desde Cinemanía, Irene Crespo valoró: «Greta Fernández, magistral» y Alfonso Rivera, Cineuropa, aseguró que «atrapa al espectador».
Otra cualidad destacada de la cinta fue el riguroso parecido con la realidad adusta y singular del entorno más débil y machacado de la sociedad. En el diario ABC, Oti Rodríguez Marchante habló de un largometraje «serio, comprometido, riguroso, desgarrador y muy a pie de vida y de calle». Carlos Boyero, en el diario El País, consideró la credibilidad de los personajes y de su entorno, sin embargo apuntaba que «las intenciones me parecen respetables, pero su lenguaje no me conmueve».
En la vertiente negativa, Asier Manrique, en su blog personal del Diario Vasco, valoró la dirección de Belén Funes considerando que los cortes abruptos provocan «rechazo» y que dan una sensación en las películas de «inconclusas».
Según la opinión de los espectadores, la película tiene un 6,5/10 de media en FilmAffinity y un 6,3/10 en IMDb.

## Nominaciones y premios

### Nacionales
| Premios Goya. XXXIV edición (2020) | Premios Goya. XXXIV edición (2020) | Premios Goya. XXXIV edición (2020) |
| Categoría                          | Receptora                          | Resultado                          |
| ---------------------------------- | ---------------------------------- | ---------------------------------- |
| Mejor dirección novel              | Belén Funes                        | Ganadora                           |
| Mejor actriz protagonista          | Greta Fernández                    | Nominada                           |

| Premios Gaudí XII edición (2020)     | Premios Gaudí XII edición (2020) | Premios Gaudí XII edición (2020) |
| Categoría                            | Receptor/a                       | Resultado                        |
| ------------------------------------ | -------------------------------- | -------------------------------- |
| Mejor dirección                      | Belén Funes                      | Ganadora                         |
| Mejor guion                          | Belén Funes Marçal Cebrian       | Ganadores                        |
| Mejor película en lengua no catalana | La hija de un ladrón             | Ganadora                         |
| Mejor actor                          | Eduard Fernández                 | Nominado                         |
| Mejor actriz                         | Greta Fernández                  | Nominada                         |
| Mejor actor de reparto               | Àlex Monner                      | Nominado                         |
| Mejor dirección artística            | Marta Bazaco                     | Nominada                         |
| Mejor fotografía                     | Neus Ollé                        | Nominada                         |
| Mejor maquillaje                     | Elisa Alonso                     | Nominada                         |
| Mejor montaje                        | Bernat Aragonés                  | Nominado                         |
| Mejor sonido                         | Sergio Rueda                     | Nominado                         |
| Mejor vestuario                      | Desirée Guirao                   | Nominada                         |

| Premios Forqué XXV edición (2020) | Premios Forqué XXV edición (2020) | Premios Forqué XXV edición (2020) |
| Categoría                         | Receptora                         | Resultado                         |
| --------------------------------- | --------------------------------- | --------------------------------- |
| Mejor actriz                      | Greta Fernández                   | Nominada                          |

| Premios Festival de Cine de San Sebastián LXVII edición (2019) | Premios Festival de Cine de San Sebastián LXVII edición (2019) | Premios Festival de Cine de San Sebastián LXVII edición (2019) |
| Categoría                                                      | Receptora                                                      | Resultado                                                      |
| -------------------------------------------------------------- | -------------------------------------------------------------- | -------------------------------------------------------------- |
| Concha de Plata mejor actriz                                   | Greta Fernández                                                | Ganadora                                                       |

| Premios Feroz VII edición (2020) | Premios Feroz VII edición (2020) | Premios Feroz VII edición (2020) |
| Categoría                        | Receptora                        | Resultado                        |
| -------------------------------- | -------------------------------- | -------------------------------- |
| Mejor actriz                     | Greta Fernández                  | Nominada                         |

| Festival de Cine y la Palabra «CiBRA» XI edición (2019) | Festival de Cine y la Palabra «CiBRA» XI edición (2019) | Festival de Cine y la Palabra «CiBRA» XI edición (2019) |
| Categoría                                               | Receptora                                               | Resultado                                               |
| ------------------------------------------------------- | ------------------------------------------------------- | ------------------------------------------------------- |
| Mejor actriz                                            | Greta Fernández                                         | Ganadora                                                |

| Festival Online Mujeres de Cine I edición (2020)  | Festival Online Mujeres de Cine I edición (2020) | Festival Online Mujeres de Cine I edición (2020) |
| Categoría                                         | Receptora                                        | Resultado                                        |
| ------------------------------------------------- | ------------------------------------------------ | ------------------------------------------------ |
| Premio RC Service a Mejor Directora de Fotografía | Neus Ollé                                        | Ganadora                                         |

### Internacionales
| Premios Platino VII edición (2020) | Premios Platino VII edición (2020) | Premios Platino VII edición (2020) |
| Categoría                          | Receptora                          | Resultado                          |
| ---------------------------------- | ---------------------------------- | ---------------------------------- |
| Mejor ópera prima                  | La hija de un ladrón               | Nominada                           |

### Participación en Festivales
| Participación                                      | Evento                                                               | Año  |
| -------------------------------------------------- | -------------------------------------------------------------------- | ---- |
| Ópera prima                                        | FICAL - Festival Internacional De Cine De Almería                    | 2019 |
| Competición de directores novel                    | Festival Internacional de Chicago                                    | 2019 |
| Panorama Internacional                             | Festival Internacional de Cine de El Cairo                           | 2019 |
| Inauguración                                       | Abycine - Festival Internacional de Cine de Albacete                 | 2019 |
| ALCINE a concurso. Pantalla abierta largometrajes  | ALCINE - Festival De Cine De Alcalá De Henares / Comunidad De Madrid | 2019 |
| Proyección en la XX edición                        | British Film Institute Festival Londres                              | 2019 |
| Largometraje iberoamericano de ficción             | FICG - Festival Internacional De Cine En Guadalajara                 | 2020 |
| Muestra España                                     | Festival Internacional de Cine de Cartagena de Indias Ficci          | 2020 |
| Reconocimiento de Directora y Actriz del siglo XXI | Semana del Cine de Medina del Campo / Valladolid                     | 2020 |
| Proyección en la LX edición                        | Thessaloniki Film Festival / Grecia                                  | 2020 |